# Misja Nadziei
Misja Nadziei - Chrześcijańskie Stowarzyszenie Pomocy Dzieciom „Misja Nadziei” – jest ekumeniczną organizacją charytatywną promującą i rozwijającą rodzinną opiekę zastępczą w Polsce. Głównym zadaniem, celem organizacji jest zwrócenie uwagi społeczeństwa na trudny los osieroconych i osamotnionych dzieci oraz podejmowanie partnerskich inicjatyw mających na celu  niesienie konkretnej pomocy tym dzieciom poprzez darowanie im bezpiecznego miejsca i przyjaźni w rodzinach. Misja Nadziei jest członkiem Koalicji na rzecz Rodzinnej Opieki Zastępczej z siedzibą w Warszawie, oraz Aliansu Ewangelicznego. Organizacja została założona w 1997 roku, przez lidera ruchu społecznego na rzecz rodzinnej opieki zastępczej - Andrzeja Olszewskiego.

## Cele stowarzyszenia
- promowanie idei rodzicielstwa zastępczego,
- propagowanie rodzinnych pogotowi opiekuńczych, rodzin zastępczych różnego typu
- zakładanie i pomoc w utrzymywaniu Rodzinnych Domów Zastępczych,
- edukacja społeczna z zakresu sieroctwa i samotności w życiu dziecka
- organizowanie kampanii społecznych na rzecz rodzinnej opieki zastępczej, koordynowanie ogólnopolską kampanią  "Szukam domu"SZUKAM DOMU
- działalność opiniotwórcza przy ustanawianiu ustaw i praw w zakresie obrony praw dziecka i rodziny, a zwłaszcza w budowie systemu prorodzinnych form opieki zastępczej dla dzieci